# Ingall's Grimoldby Greengage
Ingall's Grimoldby Greengage es una variedad cultivar de ciruelo (Prunus domestica), de las denominadas ciruelas europeas. Una variedad de ciruela criada por William Ingall de "Grimoldby", cerca de Louth, Lincolnshire (Inglaterra). Fruta de tamaño mediano, con piel de color verde ligeramente amarillento y un muy ligero rubor en la zona expuesta al sol, cubierto de pruina de mediano espesor, y pulpa de color amarillo verdoso, textura de pulpa moderadamente firme, my jugosa, con muy buen sabor muy dulce.

## Sinonimia
- "Ingall's Grimoldby Green Gage".

## Historia
'Ingall's Grimoldby Greengage' es una variedad de ciruela cultivada por William Ingall de "Grimoldby", cerca de Louth, Lincolnshire (Inglaterra) en 1924, obtenido como plántula causal de 'Reina Claudia Verde'.
'Ingall's Grimoldby Greengage' está cultivada en diversos bancos de germoplasma de cultivos vivos, tales como en National Fruit Collection (Colección Nacional de Fruta) de Reino Unido con el número de accesión: 1944 - 017 y Nombre Accesión : Ingall's Grimoldby Green Gage. El espécimen fue recibido en el «National Fruit Trials» (Probatorio Nacional de Frutas), para evaluar sus características en 1944.

## Características
'Ingall's Grimoldby Greengage' árbol de porte extenso, moderadamente vigoroso, erguido, productivo, floración abundante. Auto estéril, le hace falta variedad polinizadora en la cercanía ('Andrierez', 'Blue Tit', 'Brandy Gage', . .). Flor blanca, que tiene un tiempo de floración que comienza a partir del 19 de abril con el 10% de floración, para el 24 de abril tiene una floración completa (80%), y para el 12 de mayo tiene un 90% de caída de pétalos.
'Ingall's Grimoldby Greengage' tiene una talla de tamaño de mediano de forma ovalada oblonga, cavidad profunda, estrecha, abrupta, sutura un surco muy pronunciado, con las valvas claramente desiguales; ápice redondeado, con peso promedio de 44.40 g; epidermis tiene una piel gruesa, ácida, siendo el color de la piel verde ligeramente amarillento y un muy ligero rubor en la zona expuesta al sol, cubierto de pruina de mediano espesor, punteado con alguna mancha irregular de "russetting"-"ruginoso"; pedúnculo glabro, con una longitud promedio de 13.04 mm, pubescente, bien adherido al fruto con la cavidad del pedúnculo; pulpa de color amarillo verdoso, textura de pulpa moderadamente firme, muy jugosa, con muy buen sabor muy dulce.
Hueso semi adherido a libre, mediano, irregular y ampliamente ovada, aplanada, áspera, ligeramente comprimida y con cuello en la base, roma o aguda en el ápice, sutura ventral estrecha, alada, sutura dorsal aguda o levemente surcada.
Su tiempo de recogida de cosecha es temprano, se inicia en su maduración en la tercera decena de agosto, y primera decena de septiembre.

## Cultivo
Utilizada en fresco, como ciruela de postre, como fruta jugosa dulce y bastante suave, también se usa como ciruela de cocina para hacer mermelada, especialmente cuando está poco maduro.